# Chuanqilong
Chuanqilong là một chi khủng long, được Han F. Zheng W. Hu D. Xu X. & Barrett mô tả khoa học năm 2014.